# N-Hexane
Le n-hexane, ou parfois simplement hexane, est un hydrocarbure saturé de la famille des alcanes de formule brute C6H14.

## Production
L'hexane est un produit de la distillation du pétrole ou du gaz naturel.

## Usage et mise en garde
L'hexane est un solvant utilisé en chimie organique (notamment pour les réactions et les extractions).
Il est important de respecter les règles de sécurité concernant ce composé en raison de sa toxicité.
Celle-ci se manifeste par la formation d'un métabolite, l'hexane-2,5-dione, un composé di-carbonylé, qui s'accumule dans le système nerveux central et qui est très toxique. Ce dernier peut être dosé dans les urines pour déceler une éventuelle intoxication.
L'hexane est en conséquence couramment remplacé par le cyclohexane, notamment pour la chromatographie préparative. Si l'usage de l'hexane est préféré, il convient de se protéger efficacement, en particulier grâce à des hottes aspirantes.
137 ouvriers travaillant pour le sous-traitant d'Apple Wintek ont été intoxiqués au n-hexane en 2009. Quatre en seraient morts.
En octobre 2024, Libération publie une enquête sur son usage dans l'alimentaire en France, et sur le risque sanitaire grave que cela pourrait présenter.